# Emoia submetallica
Emoia submetallica — вид сцинкоподібних ящірок родини сцинкових (Scincidae). Ендемік Нової Гвінеї.

## Поширення і екологія
Emoia submetallica відомі з кількох місцевостей, розташованих на острові Нова Гвінея. Вони живуть у вологих рівнинних тропічних лісах та гірських тропічних лісах Центрального хребта. Зустрічаються на висоті до 1700 м над рівнем моря.